# NMDA
Az N-metil-
d-aszparaginsav vagy N-metil-
d-aszparaginát (NMDA) aminosav-származék, amely szelektív agonistaként hat az NMDA receptoron, ezzel utánozva a glutamát nevű neurotranszmitter hatását. A glutamáttal ellentétben az NMDA csak az NMDA-receptorhoz kötődik és nincs hatással más glutamát receptorokra (AMPA és kainát). Az NMDA receptorok túlzott aktivitásba lépnek alkohol megvonás esetén, ezzel nyugtalanságot és esetenként epilepsziás rohamokat okozva.

## Biológiai funkció

Aktivált NMDA receptor

Vízoldékony szintetikus vegyület, a szervezetben nem termelődik. Először az 1960-as években szintetizálták. Excitotoxin (túlizgatás által megöli az idegsejteket), a viselkedési idegtudományi kutatásokban ezt a tulajdonságát használják ki. Ennek a technikának az alkalmazásával történő vizsgálatokat „lézió kutatásoknak” nevezik. A kutatók NMDA-t alkalmaznak bizonyos agyi vagy gerincvelői szöveteken – ezzel sérülést okozva –, majd megfigyelik a vizsgálandó viselkedés változását. Ha a viselkedés sérül, az azt sugallja, hogy az elpusztult szövet része volt annak az agyterületnek, amely jelentős mértékben hozzájárul a viselkedés normális megjelenéséhez.
A kisebb mennyiségben alkalmazott NMDA azonban nem idegméreg. Az NMDA receptor egészséges működése lehetővé teszi az egyénnek a stimuláló ingerekre való reakciót az NMDA receptor, a glutamát és a dopamin együttműködésével.
Ezért a glutamát hatását az NMDA receptorokon specifikusan lehet vizsgálni kis mennyiségű NMDA bejuttatásával egy bizonyos agyterületbe: például az agytörzsi NMDA injekció akaratlan mozgásokat vált ki macskáknál és patkányoknál.
AZ NMDA receptor stimuláció mechanizmusa egy specifikus agonista-kötődés az NR2 alegységhez, majd egy nem-specifikus kation csatorna nyitása, ami lehetővé teszi a Ca2+ és a Na+ ionok bejutását a sejtbe, és a K+ ionok kijutását a sejtből. Az NMDA receptor aktivációja izgató posztszinaptikus potenciált (EPSP) hoz létre, ami szintén növeli a Ca2+ koncentrációját a sejtben. A Ca2+ viszont második hírvivőként működik több különböző jelátviteli útvonalon. Ezt a folyamatot számos endogén és exogén vegyület szabályozza, és kulcsfontosságú szerepet játszik egy sor élettani (például memória) és patológiás folyamatban (például excitotoxicitás).

## Antagonisták

Ketamin: egy NMDA receptor antagonista

Példák az NMDA-receptor antagonistákra: APV, amantadin, dextrometorfán (DXM), ketamin, tiletamin, fenciklidin (PCP), riluzol, memantin és kinurénsav – utóbbi az egyetlen ismert endogén antagonista.

## Fordítás
Ez a szócikk részben vagy egészben  a   N-Methyl-D-aspartic acid című angol Wikipédia-szócikk ezen változatának fordításán alapul.  Az eredeti cikk szerkesztőit annak laptörténete sorolja fel. Ez a jelzés csupán a megfogalmazás eredetét és a szerzői jogokat jelzi, nem szolgál a cikkben szereplő információk forrásmegjelöléseként.